# کهنه‌کند، لاچین
کیرساوان (به ارمنی: Քիրսավան) یا کهنه‌کند (ترکی آذربایجانی: Köhnəkənd) یک منطقهٔ مسکونی در جمهوری آرتساخ است که در استان کاشاتاق واقع شده‌است.